# Scaldwell
Scaldwell es un pueblo y una parroquia civil del distrito de Daventry, en el condado de Northamptonshire (Inglaterra).

## Demografía
Según el censo de 2001, Scaldwell tenía 271 habitantes (128 varones y 143 mujeres). 43 (15,87%) de ellos eran menores de 16 años, 215 (79,33%) tenían entre 16 y 74, y 13 (4,8%) eran mayores de 74. La media de edad era de 41,92 años. De los 228 habitantes de 16 o más años, 38 (16,67%) estaban solteros, 158 (69,3%) casados, y 32 (14,03%) divorciados o viudos. 146 habitantes eran económicamente activos, todos ellos empleados. Había 6 hogares sin ocupar y 113 con residentes.
| 276                         | 271 | 323 | 387 | 416 | 398 | - | - | 337 | 276 | 274 | 274 | 297 | 286 | - | 290 | 251 |
| (Fuente: Vision of Britain) |     |     |     |     |     |   |   |     |     |     |     |     |     |   |     |     |